# Cottagecore
Cottagecore — это вид эстетики, также характеризуемый некоторыми источниками как субкультура поколения Z, которая идеализирует сельскую жизнь. Cottagecore развивалось на протяжении 2010-х годов и получило название в Tumblr в 2018 году. Оно ценит традиционные навыки и ремёсла, такие как собирательство, выпечка и гончарство, и связано с аналогичными ностальгическими эстетическими движениями, такими как grandmacore, farmcore, goblincore и fairycore. Идеи cottagecore могут помочь своим сторонникам удовлетворить желание ностальгии, а также избавиться от многих форм стресса и травм. New York Times назвала его реакцией на культуру суеты и появление личного брендинга.
Движение получило дальнейшее развитие во многих онлайн-сферах и в социальных сетях в 2020 году из-за массового карантина в связи с пандемией COVID-19. На таких сайтах, как Tumblr, за 3 месяца с марта 2020 года количество сообщений по его теме увеличилось на 150 %. Vox охарактеризовал эту тенденцию как «эстетику, в которой карантин романтичен, а не ужасен».
The Guardian охарактеризовал cottagecore как «визуальное и образное движение, призванное фетишизировать здоровую чистоту окружающей среды». Оно подчёркивает простоту и мягкую умиротворённость пасторальной жизни как бегство от опасностей современного мира.

## Эстетика и стилистика

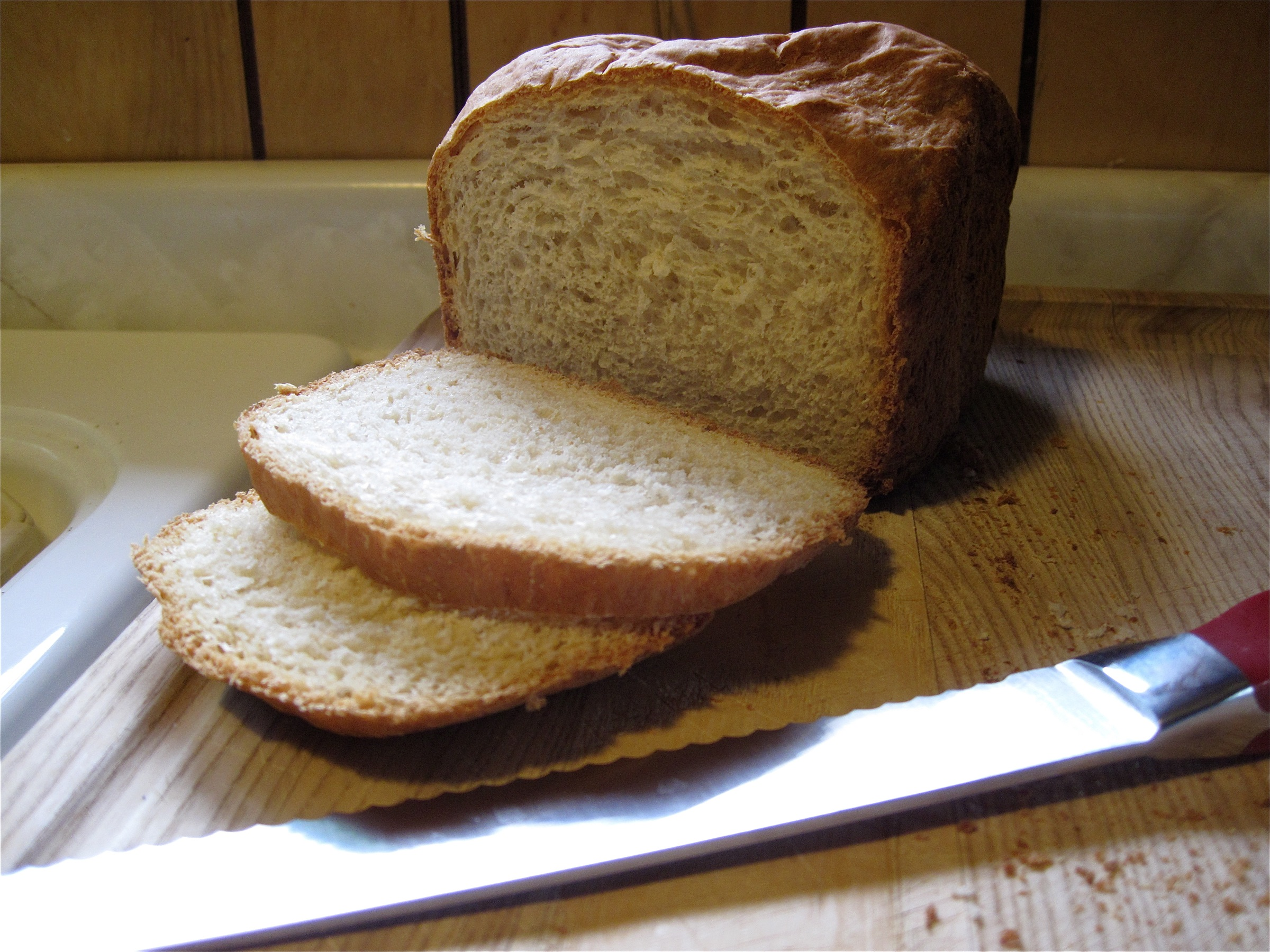
Выпечка домашнего хлеба считается частью домашней эстетики

### Мода
В то время как отличительной чертой cottagecore является одежда домашнего пошива, такие вещи, как «клубничное платье» для чаепития от Lirika Matoshi, содержат элементы, обычно связанные с cottagecore, включая пышную юбку и рукава, воланы из тюля и клубничную вышивку, напоминающую как о природе, так и о самодельном варенье, отсылая к философии самодостаточности cottagecore. К этой эстетике часто относятся длинные и многослойные платья, цветочные узоры.
Аналитическая компания Edited определила, что помимо цветочных принтов и полос, «неотъемлемой частью этой эстетики являются старинные женственные формы и детали — вырезы как у доярки, пышные рукава, оборки и платья миди в стиле прерий». Маркетологи отметили, что эта тенденция сочетается с уже существовавшими платьями в стиле 70-х, кружевной отделкой и джинсовой тканью и дополняет тенденцию медленной моды.

## Предыстория и культурный контекст

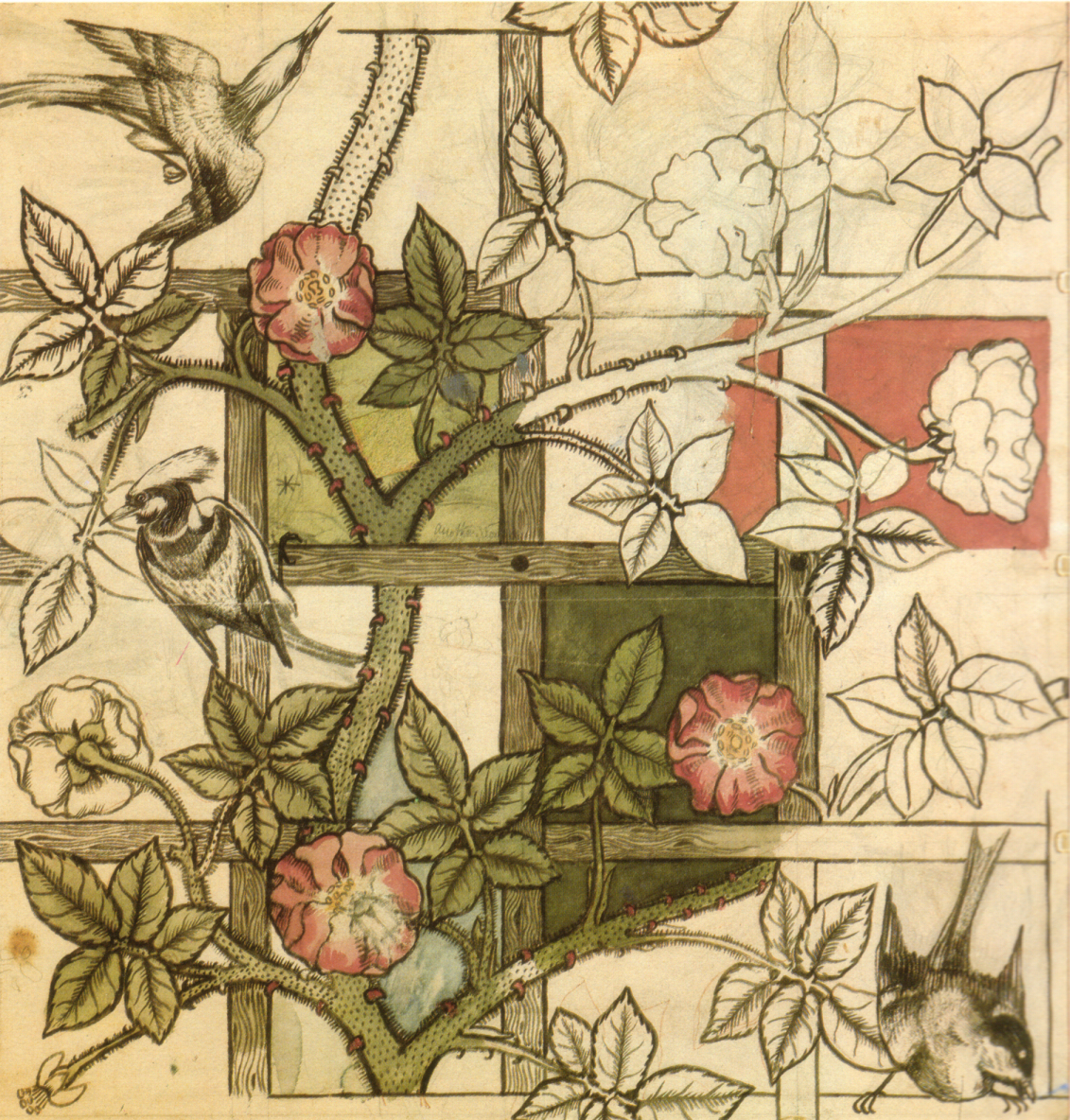
Дизайн Уильяма Морриса для обоев «Trellis», 1862 год в стиле движения «Искусства и ремёсла»

Несмотря на то, что cottagecore оформился как явление в 2018 году, подобная эстетика и идеалы имеют долгую культурную историю. Древние греки рассматривали реальную Аркадию как дикое и негостеприимное место, но по мере того, как недостатки городского жилья становились все более очевидными, они стали видеть в идеализированной Аркадии олицетворение незапятнанной сельской жизни и духовного убежища. Поэт Феокрит писал стихи о пастухах и пастушках в III веке до нашей эры, поэтому его часто называют изобретателем пасторальной поэзии. Аудиторией Феокрита был в первую очередь образованный городской класс Александрии, ищущий спасения от грязи, тесноты и болезней городской жизни. В I веке до нашей эры римский поэт Вергилий также писал стихотворения в этом жанре в ответ на насилие и хаос войны, однако расширил жанр, говоря о современных ему моральных и политических проблемах, таких как война, и противопоставляя им пасторальную жизнь. Эскапизм в этом жанре принимал для придворной аудитории Римской империи и форму романов, таких как «Дафнис и Хлоя» II века нашей эры.
Пасторальный эскапизм вернулся в качестве темы искусства в эпоху Возрождения через итальянского поэта XIV века Петрарку, который был наряду с поэзией известен своей любовью к прогулкам по холмам и садоводству. В елизаветинской Англии Шекспир написал две пасторальные пьесы — «Как вам это понравится» и «Зимняя сказка». Они отражают неотъемлемое противоречие между жанром пасторали и его аудиторией, поскольку, хотя аристократы в этих произведениях играют роль пастушков и влюбляются в пастушек, женятся они лишь только тогда, когда выясняется, что у тех и других высокий социальный статус. Известная поэма Кристофера Марлоу, современника Шекспира, «Страстный пастух — своей возлюбленной» вдохновила поэтов, таких как Джон Донн и Дороти Паркер, на поэтические отклики, а пастушка в стихотворении Уолтер Рэли отвечает поклоннику, что идеи Аркадии — обман.
Движение искусств и ремесел девятнадцатого века представляло собой подход к искусству, архитектуре и дизайну, который охватывал «народные» стили и методы как критику промышленного производства.
New York Times сравнивает cottagecore с отыгрыванием видеоигры серии Animal Crossing в реальной жизни.

## Современная популярность
Движение получило дальнейшее развитие во многих онлайн-сферах и социальных сетях в 2020 году в связи с массовыми карантинами в ответ на пандемию COVID-19. В таких сетях, как блогерский сайт Tumblr, за три месяца с марта по май 2020 года количество постов о cottagecore увеличилось на 150 %. Он распространился на Pinterest, платформе для обмена визуальными идеями. Он стал популярен и на TikTok, где многочисленные энтузиасты cottagecore делились видеороликами о том, как они живут в сельской местности, купаются где-то в лесу или пекут хлеб.
В июле 2020 года американская певица Тейлор Свифт выпустила свой восьмой студийный альбом Folklore, имевший положительные отзывы у критиков и коммерческий успех. В него вошли песни, написанные во время изоляции. Популярность этой эстетики возросла благодаря использованию в визуальном и текстовом оформлении альбома стиля cottagecore. Она продолжила эту эстетику в следующем альбоме Evermore (2020) и применила ее в своем выступлении на 63-й ежегодной церемонии вручения премии «Грэмми». В клипах на песни «Cardigan» и «Willow» использованы образы cottagecore. Среди других публичных личностей, принявших этот стиль, — британская актриса Милли Бобби Браун, американская актриса и музыкант Хейли Кийоко, американская модель Хейли Бибер и английский футболист Дэвид Бекхэм.

## Политика и критика
Cottagecore стал субкультурой ЛГБТ и, в частности, сообщества лесбиянок и женщин-бисексуалок, происходящего из стремления к побегу из гетеронормативного общества. Домашние видеоролики ЛГБТ-женщин, занимающихся выпечкой хлеба, вышиванием и рыночными покупками под успокаивающую музыку, стали вирусными в TikTok. Как выразился один из пользователей Reddit, «cottagecore видит любовь как связь между двумя душами».
Другие рассматривают cottagecore как способ избавить наслаждение сельской жизнью и природой от гомофобии и трансфобии, которые они испытали, когда росли в маленьких городах. Один фанат cottagecore сказал журналу iD : «Даже сейчас, когда я возвращаюсь [в свой родной город], я не могу не чувствовать, что люди всё время наблюдают и оценивают, как я выгляжу или одеваюсь. Это особенно заставляет меня чувствовать, что вещи, которые я любил в детстве, например, держать сельскохозяйственных животных, собирать ежевику в полях и блуждать в лесу, являются цис- и гетерокодированными. Так что для меня cottagecore — это идеальный вариант, когда я могу быть явно квир-идентичным в сельской местности»
Указывая на гендерный аспект инвестиций в cottagecore, Клэр Олливейн писала в Honi Soit, студенческой газете Сиднейского университета: «в то время как cottagecore конфликтует с этими мужскими, патриотическими мифами, предоставляя фантазию о женщинах и квир-идентичных людях в сельском пространстве, это, тем не менее, проекция городского и несет с собой колониалистскую идею, что земля существует для захвата».
Писатели отмечают контрасты между идиллическим сетевым cottagecore и некоторыми другими реалиями сельской жизни, такими как насекомые, запахи, грязь и фекалии.
Некоторые политические активисты поколения Z рассматривают cottagecore как возможность провести кампанию по решению таких проблем, как глобальное потепление.

## Рекомендации
1. 1 2 3 4 5  Velasquez, Angela. In Times of Crisis, Gen Z Embraces Escapist Fashion. Sourcing Journal (10 июня 2020). Дата обращения: 27 декабря 2020. Архивировано 19 января 2021 года.
2. ↑  Cocozza, Paula. The new ruralism: how the pastoral idyll is taking over our cities. the Guardian (18 ноября 2012). Дата обращения: 14 ноября 2020. Архивировано 28 января 2021 года.
3. 1 2  Vox, Once upon a time, there was cottagecore. Дата обращения: 27 декабря 2020. Архивировано 5 января 2021 года.
4. 1 2 3  Isabel Slone. Escape Into Cottagecore, Calming Ethos for Our Febrile Moment. The New York Times (10 марта 2020). Дата обращения: 23 мая 2020. Архивировано 25 декабря 2020 года.
5. 1 2 3 4 5  Amelia Hall. Why is 'cottagecore' booming? Because being outside is now the ultimate taboo: The visual and lifestyle movement is designed to fetishise the wholesome purity of the outdoors. The Guardian (15 апреля 2020). Дата обращения: 23 апреля 2020. Архивировано 24 декабря 2020 года.
6. 1 2  Bowman, Emma (9 августа 2020). The Escapist Land Of 'Cottagecore,' from Marie Antoinette to Taylor Swift. NPR. Архивировано 31 августа 2020. Дата обращения: 10 августа 2020.
7. ↑  Gabe Bergado. Cottagecore Offers an Escape From Today's Stressful World: 'In a time where most people live in concrete jungles, or well manicured suburbs, a connection back to nature and a more pastoral lifestyle is craved.'. Teen Vogue (22 апреля 2020). Дата обращения: 23 апреля 2020. Архивировано 9 января 2021 года.
8. ↑  Spellings, Sarah. How Did This Dress Get So Popular in a Pandemic? Vogue (12 августа 2020). Дата обращения: 27 декабря 2020. Архивировано 29 декабря 2020 года.
9. 1 2 3 4 5 6  Frey, Angelica. Cottagecore debuted 2300 years ago. JSTOR daily (11 ноября 2020). Дата обращения: 27 декабря 2020. Архивировано 5 декабря 2020 года.
10. ↑  Sunder, Kalpana (21 сентября 2020). Pie, flowers, pottery, knitting: why Taylor Swift loves cottagecore and how it's taking over social media during Covid-19. South China Morning Post. Архивировано 8 мая 2021. Дата обращения: 8 мая 2021.
11. ↑  Alterman, Liz (21 августа 2020). What Is 'Cottagecore'? A Hot Decor Trend Thanks to COVID-19 and Taylor Swift. Real Estate. SF Gate. Архивировано из оригинала 14 мая 2021. Дата обращения: 14 мая 2021.
12. ↑  Tiffany, Kaitlyn (5 февраля 2021). Cottagecore Was Just the Beginning. The Atlantic. Архивировано 27 апреля 2021. Дата обращения: 8 мая 2021.
13. 1 2  Malbon, Abigail (24 июля 2020). What is cottagecore? TikTok's latest aesthetic explained. Evening Standard. Архивировано 14 мая 2021. Дата обращения: 8 мая 2021.
14. ↑  AFP (3 августа 2020). Cottagecore, the new lifestyle aesthetic that could dethrone hygge. The Jakarta Post. Архивировано 9 мая 2021. Дата обращения: 8 мая 2021.
15. ↑  Kashi, Anita Rao. 'Cottagecore' and the rise of the modern rural fantasy. BBC (8 декабря 2020). Дата обращения: 20 марта 2021. Архивировано 6 мая 2021 года.
16. ↑  Bruner, Raisa (24 июля 2020). Let's Break Down Taylor Swift's Tender New Album Folklore. Time. Архивировано 26 марта 2021. Дата обращения: 8 мая 2021.
17. ↑  Corr, Julieanne (17 января 2021). Taylor photo sparks Swift sales jump for Aran sweaters. The Times (англ.). ISSN 0140-0460. Архивировано 17 января 2021. Дата обращения: 17 января 2021.
18. ↑  A brief history of the cardigan, from Coco Chanel to Taylor Swift. RTÉ (27 июля 2020). Дата обращения: 13 ноября 2020. Архивировано 19 ноября 2020 года.
19. ↑  Satran, Rory (9 января 2021). Taylor Swift's 'Evermore' Braid Is More Than Just a Braid. The Wall Street Journal. Архивировано 24 января 2021. Дата обращения: 8 мая 2021.
20. ↑  Ryan, Charlotte (16 декабря 2020). Cottagecore: The trend that defined Taylor Swift's new album. RTÉ. Архивировано 8 мая 2021. Дата обращения: 8 мая 2021.
21. ↑  Rao, Sonia (11 декабря 2020). How Taylor Swift and indie rock band the National became unlikely collaborators. Pop Culture. The Washington Post. Архивировано 22 января 2021. Дата обращения: 10 мая 2021.
22. ↑  Amatulli, Jenna. Taylor Swift Serves Cottagecore Perfection With Medley During Grammys Performance (англ.). HuffPost (14 марта 2021). Дата обращения: 8 мая 2021. Архивировано 8 мая 2021 года.
23. ↑  Lefevre, Jules. Taylor Swift's New Album Is Out And The First Video Is Cottagecore Heaven (амер. англ.). Junkee (11 декабря 2020). Дата обращения: 8 мая 2021. Архивировано 8 мая 2021 года.
24. ↑  Nesvig, Kara. Millie Bobby Brown Jumped on the Cottagecore Bandwagon (амер. англ.). Teen Vogue (18 мая 2020). Дата обращения: 7 апреля 2023. Архивировано 7 апреля 2023 года.
25. ↑  Hayley Kiyoko's New Video Is the Cottagecore Love Story of Our Dreams (англ.). Pride.com. Дата обращения: 7 апреля 2023. Архивировано 7 апреля 2023 года.
26. ↑  Dupes, Abby. Hailey Bieber's Baby Blue Bikini and Tank Combo Is Peak Cottagecore — Shop the Look Here (амер. англ.). Seventeen (26 июля 2022). Дата обращения: 7 апреля 2023. Архивировано 7 апреля 2023 года.
27. ↑  Elan, Priya (3 июля 2020). David Beckham leads the way as men flock to 'cottagecore' look. The Guardian (англ.). ISSN 0261-3077. Архивировано 7 апреля 2023. Дата обращения: 7 апреля 2023.
28. 1 2  Woolley, Sarah. Cottagecore is the pastoral fantasy aesthetic taking over TikTok. i-D (13 февраля 2020). Дата обращения: 6 июля 2020. Архивировано 16 декабря 2020 года.
29. ↑  Cottagecore, colonialism and the far-right (амер. англ.). Honi Soit (8 сентября 2020). Дата обращения: 19 ноября 2020. Архивировано 24 ноября 2020 года.
30. ↑  Gen Z Is Using Fashion TikTok To Fight Climate Change. Will It Work? Дата обращения: 27 декабря 2020. Архивировано 20 декабря 2020 года.